# César Simmonds Pardo
César Simmonds Pardo (Popayán, 1925 - Cali, 13 de abril de 2005) fue un abogado y empresario de medios colombiano, de ascendencia germano-italiana.
Fue el primer director de Inravisión, en 1963, durante el gobierno del presidente Guillermo León Valencia (quien era su amigo y socio), clave en la popularización de la televisión en Colombia.